# Wenn die Flut kommt (2004)
Wenn die Flut kommt ist ein belgisch-französisches Liebesdrama von Yolande Moreau und Gilles Porte aus dem Jahr 2004.

## Handlung
Irène tourt mit ihrem Stück Sale Affaire, in der sie eine Gatten-Mörderin auf der Suche nach ihrer neuen großen Liebe spielt, durch kleine Städte in Nordfrankreich. Fester Bestandteil des Stücks ist die aktive Einbeziehung des Publikums, so sucht sich Irène an jedem Abend einen Liebhaber, „Küken“ genannt, im Publikum aus, der einen Teil des Programms mit ihr auf der Bühne bestreitet. Auf dem Weg nach Béthune hat ihr Wagen auf offener Straße eine Panne. Der vorbeikommende Motorradfahrer Dries repariert ihren Wagen und erhält zum Dank Freikarten für ihre nächste Vorstellung. Hier wählt Irène ihn als Küken aus. Auch bei ihrer nächsten Vorstellung in Béthune sitzt er im Publikum, wird jedoch in einen Streit verwickelt und stört so die Vorstellung. Irène ist wütend, fährt ihn jedoch nach Hause, weil seine Gegner ihm die Motorradreifen zerstochen haben. Es ist bereits dunkel, als sie ihn in seinem Heim, einer Jahrmarktfigurenwerkstatt, absetzt. Da sie allein den Rückweg zu ihrem Hotel nicht finden würde, übernachtet sie bei ihm. Am nächsten Tag kommt Dries zu spät zur Arbeit und wird daher entlassen. Er verbringt nun immer mehr Zeit mit Irène, die ihn schließlich fest als Küken in ihre Show nimmt. Als sie nach einigen Tagen aus Béthune weiterzieht, sitzt er auch in der neuen Stadt im Publikum. Er lädt sie zum Jahrmarktumzug nach Béthune ein, wo Irène einen ausgelassenen Abend verbringt. Sie und Dries kommen sich näher und bleiben auch bei Irènes Auftritten in einem Altenheim und auf dem Lachfestival zusammen. Sie landen schließlich im Hotel und schlafen miteinander.
Auf dem Weg zum nächsten Auftrittsort schlägt Dries vor, bei seinen Eltern vorbeizuschauen, die in einem Dorf an der Strecke leben. Er stellt ihnen Irène als seine Ehefrau vor und behauptet, als Schauspieler tätig zu sein. Dries’ Eltern wiederum stellen sich als seine Zieheltern heraus, zu denen er im Alter von neun Jahren gekommen ist. Irène, die selbst verheiratet ist und ein Kind hat, stellt Dries nach dem Besuch zur Rede, da sie nicht seine Frau sei. Er entgegnet, dass seine Eltern in Wahrheit ja auch nicht seine Eltern sind. Das Verhältnis zwischen Irène und Dries hat sich durch diesen Zwischenfall abgekühlt. Bei ihrem nächsten Auftritt holt sich Irène einen anderen Zuschauer als Küken auf die Bühne. Dries ist enttäuscht, doch versöhnen sich beide. Übermütig fahren sie in eine Industriezone, in der Fahrverbot herrscht, und verbringen die Nacht am angrenzenden Fluss. Am nächsten Morgen werden sie von der Polizei geweckt und verhört. Irène zieht einen Schlussstrich. Sie will Dries verlassen, weil sie erkannt hat, dass sie mit ihm zusammen Dummheiten macht. Dries ist empört, sieht er sich doch als Teil der von ihr benannten „Dummheit“. Er verlässt sie auf offener Strecke. Bei ihrem nächsten Auftritt erscheint er überraschend im Publikum und nimmt laut einige ihrer kommenden Witze vorweg, was sie jedoch in die Vorstellung einbinden kann. Erst in Lille sehen sich beide schließlich wieder. Sie gibt gerade ein Interview, als sie plötzlich eine riesige Jahrmarktsfigur vor dem Gebäude sieht, die ihrer Bühnenfigur nachempfunden ist. Dries ist mit einigen Freunden aus Béthune zu ihr gereist. Irène ist erfreut, aber auch reserviert. Nach ein wenig Small Talk geht sie zurück ins Gebäude, während Dries ihr mit Tränen in den Augen nachsieht. Auf die Feststellung des Journalisten hin, dass sich das Küken auf der Bühne doch sicherlich nicht so gut fühle, entgegnet Irène, dass sie dies nicht wisse – man müsste es selbst fragen.

## Produktion

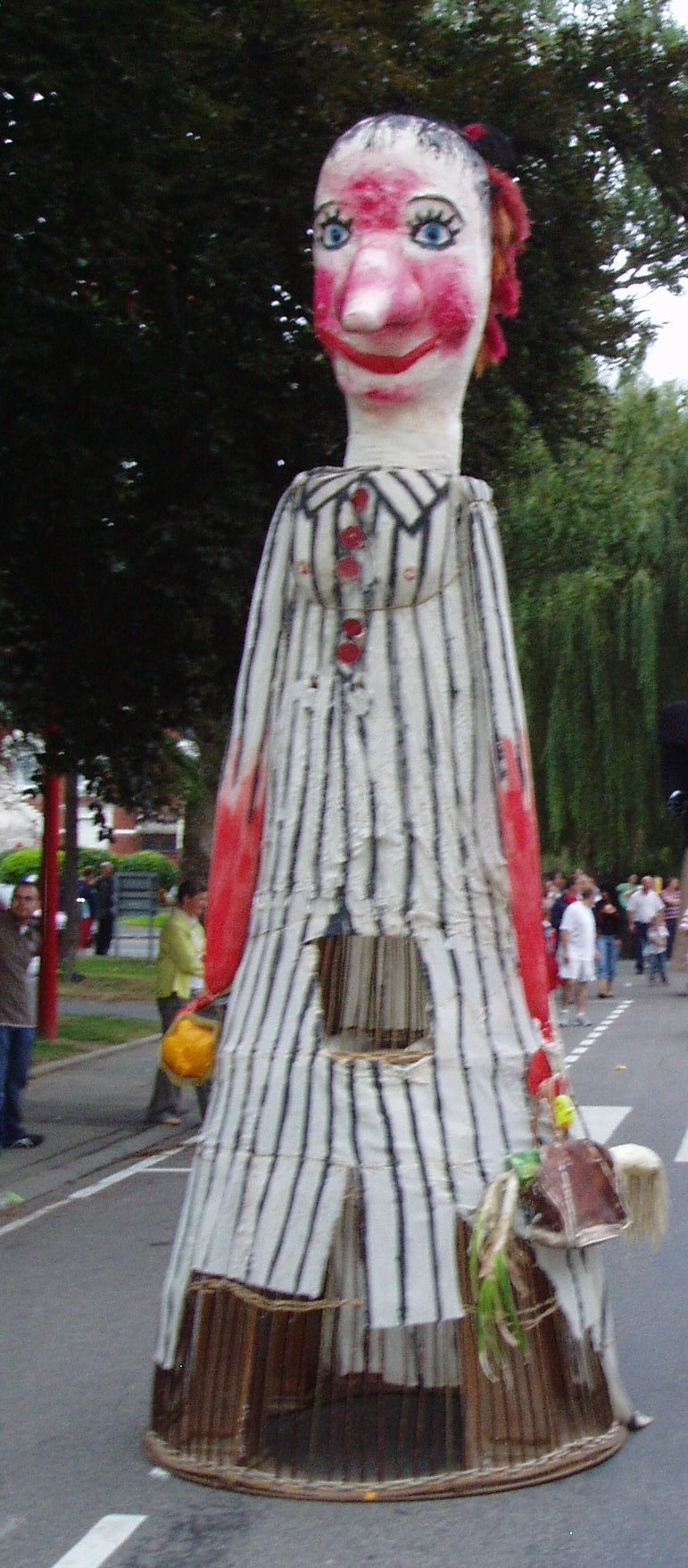
Pappfigur der Irène, die Dries im Film baut

Wenn die Flut kommt war das Regiedebüt von Yolande Moreau, die zudem das Drehbuch schrieb und die Hauptrolle übernahm. Sie singt im Film die Lieder Chanson des dunes, Chanson du pont-Levis und Chanson de la Corrida, die sie auch geschrieben hatte. Der Filmtitel Quand la mer monte bezieht sich auf das gleichnamige Lied, das im Film mehrfach gesungen und gespielt wird. Der Film wurde unter anderem in Armentières, Bailleul, Béthune und Lille gedreht. Die Kostüme schufen Nina De Goeyse und Natasha Francotte, die Filmbauten stammen von Serge Berkenbaum, Jackie Delevoye, Marc-Philippe Guerig und Alice Retorre.
Wenn die Flut kommt lief am 27. Oktober 2004 in den französischen Kinos an, wo er von 412.505 Zuschauern gesehen wurde. Er wurde ab 7. Juli 2005 in den schweizerischen Kinos gezeigt und kam am 8. Juni 2006 auch in die deutschen Kinos. Am 23. April 2007 erschien der Film im Original mit Untertiteln auf DVD und wurde am 21. Juli 2008 auf arte erstmals im deutschen Fernsehen gezeigt.

## Kritik
Für den film-dienst war Wenn die Flut kommt ein „lakonisch entwickeltes Road Movie, das mehr über die Vergänglichkeit der Zweisamkeit philosophiert als sich auf sein authentisches Liebesdrama vom Rande der Gesellschaft einzulassen.“
„Der Unterhaltungswert hält sich in Grenzen, die Emotionen auch. Hier herrscht eher Ebbe als Flut“, kritisierte Cinema, während Der Spiegel den Film als „intime[s] Melodram voller rauem Realismus“ lobte.

## Auszeichnungen
Yolande Moreau und Gilles Porte wurden 2004 mit Louis-Delluc-Preis für das Beste Erstlingswerk ausgezeichnet. Auf dem Festival international du film francophone de Namur erhielt Moreau den Bayard d’Or als Beste Schauspielerin; Wim Willaert wurde als Bester Schauspieler ausgezeichnet.
Beim Prix Joseph-Plateau wurde Moreau 2005 in den Kategorien Beste belgische Schauspielerin und Bestes belgisches Drehbuch für einen Prix Joseph-Plateau nominiert. Moreau gewann 2005 einen César als Beste Hauptdarstellerin und erhielt mit Gilles Porte zudem den Preis in der Kategorie Bestes Erstlingswerk. In der Kategorie Bester Nachwuchsfilm wurden Moreau und Porte 2005 für einen Europäischen Filmpreis nominiert.